# Vingt-quatre préludes pour violon et piano
Pour les articles homonymes, voir Vingt-quatre préludes.
Les 24 Préludes pour violon et piano, op. 46, sont une série de vingt-quatre préludes pour violon et piano de la compositrice Lera Auerbach, écrite en 1999.

## Contexte et création
Il existe trois séries de vingt-quatre préludes dans le corpus d'œuvres de Lera Auerbach : une pour piano seul, une pour violoncelle et piano et une pour violon et piano. La série pour violon et piano a été achevée en 1999. Elle est dédiée au violoniste Vadim Gluzman et à la pianiste Angela Yoffe (fi). L'œuvre suit exactement le même schéma tonal que les vingt-quatre préludes pour piano de Frédéric Chopin, débutant par la tonalité de do majeur et son homonyme mineure, puis suivant le cycle des quinte, couvrant alors l'ensemble du spectre des tonalités. Lera Auerbach commente elle-même, dans sa note de programme, que : 
« Reestablishing the value and expressive possibilities of all the major and minor tonalities is as valid at the beginning of the 21st century as it was during Bach’s time »
« Rétablir la valeur et les possibilités expressives de toutes les tonalités majeures et mineures est aussi valable au début du XXIe siècle qu'à l'époque de Bach »
L'objectif de la compositrice est alors de créer des œuvres d'une durée comprise entre une et cinq minutes, qui puissent être unifié dans une structure plus large. Selon la compositrice toujours, l'ordre tonal des pièces est essentiel pour comprendre l'ensemble,.

## Structure
Le cycle se compose de vingt quatre préludes dans l'ordre suivant :
1. Prélude no 1 en do majeur : Adagio mortale
2. Prélude no 2 en la mineur : Andante (tempo di valzer)
3. Prélude no 3 en en sol majeur : Andantino misterioso
4. Prélude no 4 en mi mineur : Allegro
5. Prélude no 5 en ré majeur : Allegro moderato
6. Prélude no 6 en si mineur : Allegro marcato
7. Prélude no 7 en  la majeur : Allegro moderato
8. Prélude no 8 en  en fa dièse mineur : Andante
9. Prélude no 9 en mi majeur : Allegro
10. Prélude no 10 en en do dièse mineur : Allegro
11. Prélude no 11 en si majeur : Allegretto
12. Prélude no 12 en sol dièse mineur : Adagio
13. Prélude no 13 en fa dièse majeur : Allegro moderato
14. Prélude no 14 en mi bémol mineur : Presto
15. Prélude no 15 en do dièse majeur : Adagio sognando
16. Prélude no 16 en si bémol mineur : Misterioso
17. Prélude no 17 en la bémol majeur : Vivo
18. Prélude no 18 en fa mineur : Agitato
19. Prélude no 19 en mi bémol majeur : Moderato
20. Prélude no 20 en do mineur : Tragico
21. Prélude no 21 en si bémol majeur : Andante
22. Prélude no 22 en sol mineur : Moderato serioso
23. Prélude no 23 en fa majeur : Andante
24. Prélude no 24 en ré mineur : Presto

## Analyse
La tonalité d'origine peut être cachée, comme dans le prélude no 11, ne prendre que la moitié de la pièce, comme dans le prélude no 1 ou seulement suggéré comme dans le prélude no 8 voire même perturbé par un contraste fort comme dans le prélude no 3. La musique est elle-même susceptible de passer d'un état à l'autre, tant au cours des mouvements individuels que dans l'ensemble du cycle.
On retrouve dans ces vingt-quatre préludes des éléments de lamentation venus des pays baltes, ainsi que des citations de Dmitri Chostakovitch ou de Galina Oustvolskaïa. Il y a même des citations directes comme celle du Concerto pour piano no 23 de Wolfgang Amadeus Mozart.
Chez la compositrice, on trouve, de façon générale, une exploitation totale des registres des instruments, en particulier dans les graves du piano et dans les aigus du violon, ainsi que des tessitures harmoniques fantomatiques.